# Santa Barbara County Courthouse
La Santa Barbara County Courthouse est un palais de justice américain situé à Santa Barbara, dans le comté de Santa Barbara, en Californie. Elle est inscrite au Registre national des lieux historiques depuis le 23 janvier 1981 et est classée National Historic Landmark depuis le 5 avril 2005.
En 1929, Dan Sayre Groesbeck réalise une fresque représentant le débarquement de João Rodrigues Cabrilho pour la « Mural Room ».